# Deluxe (álbum)
Deluxe es el segundo álbum de estudio de la banda de rock de Nueva Orleans, Better Than Ezra. Ha sido lanzado por dos empresas discográficas: la versión original de 1993 por Swell Records y una segunda versión en 1995 por Elektra Records. Hasta la fecha, este continúa siendo el álbum más conocido del grupo debido a que incluye su sencillo más exitoso, "Good". Deluxe también fue el primer álbum publicado a través de una disccográfica importante, ya que el primer álbum del grupo, Surprise, fue producido y distribuido en su totalidad por ellos mismos.

## Lista de canciones
Todas las canciones fueron escritas por Kevin Griffin, con excepción de "Heaven", que fue escrita por Kevin Griffin y Tom Drummond.
1. "In the Blood" – 4:32
2. "Good" – 3:05
3. "Southern Gürl" – 4:15
4. "The Killer Inside" – 4:47
5. "Rosealia" – 4:36
6. "Cry in the Sun" – 5:21
7. "Teenager" – 4:21
8. (Untitled) – 1:29
9. "Summerhouse" – 2:38
10. "Porcelain" – 3:56
11. "Heaven" – 4:21
12. "This Time of Year" – 4:05
13. "Coyote" – 3:11
  - "Der Pork und Beans" (aka "Streetside Jesus") – Esta canción comienza a sonar a los 4:20 de la pista 13, 1 minuto y 9 segundos después del final de "Coyote."

## Créditos
- Kevin Griffin - guitarra, voces
- Tom Drummond]] - bajo
- Cary Bonnecaze - batería, voces

### Músicos adicionales
- Lili Haydn - violín
- Melanie Owen - voces
- Dan Rothchild - voces
- Walt Thompson - órgano
- Martin Tillman - chelo

## Sencillos

### Rosealia
"Rosealia" fue el tercer sencillo de este álbum. Escrito por el vocalista y guitarrista Kevin Griffin, la canción habla sobre una mujer en una relación abusiva. El sencillo llegó al puesto #71 del Billboard Hot 100. Durante un concierto en Albuquerque el lunes, 21 de septiembre de 2009, Griffin explicó al público que mientras vivió por poco tiempo en Santa Fe, Nuevo México, trabajó como mesero en el restaurante The Pink Adobe. La dueña del restaurante era una mujer llamada Rosalea Murphy, y él escribió esta canción en honor a ella.

## Posicionamiento
Álbum - Billboard (América del Norte)
| Año  | Lista             | Posición |
| ---- | ----------------- | -------- |
| 1995 | Heatseekers       | 3        |
| 1995 | The Billboard 200 | 35       |

Sencillos - Billboard (América del Norte)
| Año  | Sencillo       | Lista                  | Posición |
| ---- | -------------- | ---------------------- | -------- |
| 1995 | "Good"         | Mainstream Rock Tracks | 3        |
| 1995 | "Good"         | Modern Rock Tracks     | 1        |
| 1995 | "Good"         | The Billboard Hot 100  | 30       |
| 1995 | "Good"         | Top 40 Mainstream      | 17       |
| 1995 | "In the Blood" | Mainstream Rock Tracks | 6        |
| 1995 | "In the Blood" | Modern Rock Tracks     | 4        |
| 1995 | "Rosealia"     | Modern Rock Tracks     | 24       |
| 1995 | "Rosealia"     | The Billboard Hot 100  | 71       |
| 1995 | "Rosealia"     | Top 40 Mainstream      | 39       |